# Sinocyclocheilus tileihornes
Sinocyclocheilus tileihornes är en fiskart som beskrevs av Mao, Lu och Li 2003. Sinocyclocheilus tileihornes ingår i släktet Sinocyclocheilus och familjen karpfiskar. Inga underarter finns listade i Catalogue of Life.